# Zbrodnie w Komarowie

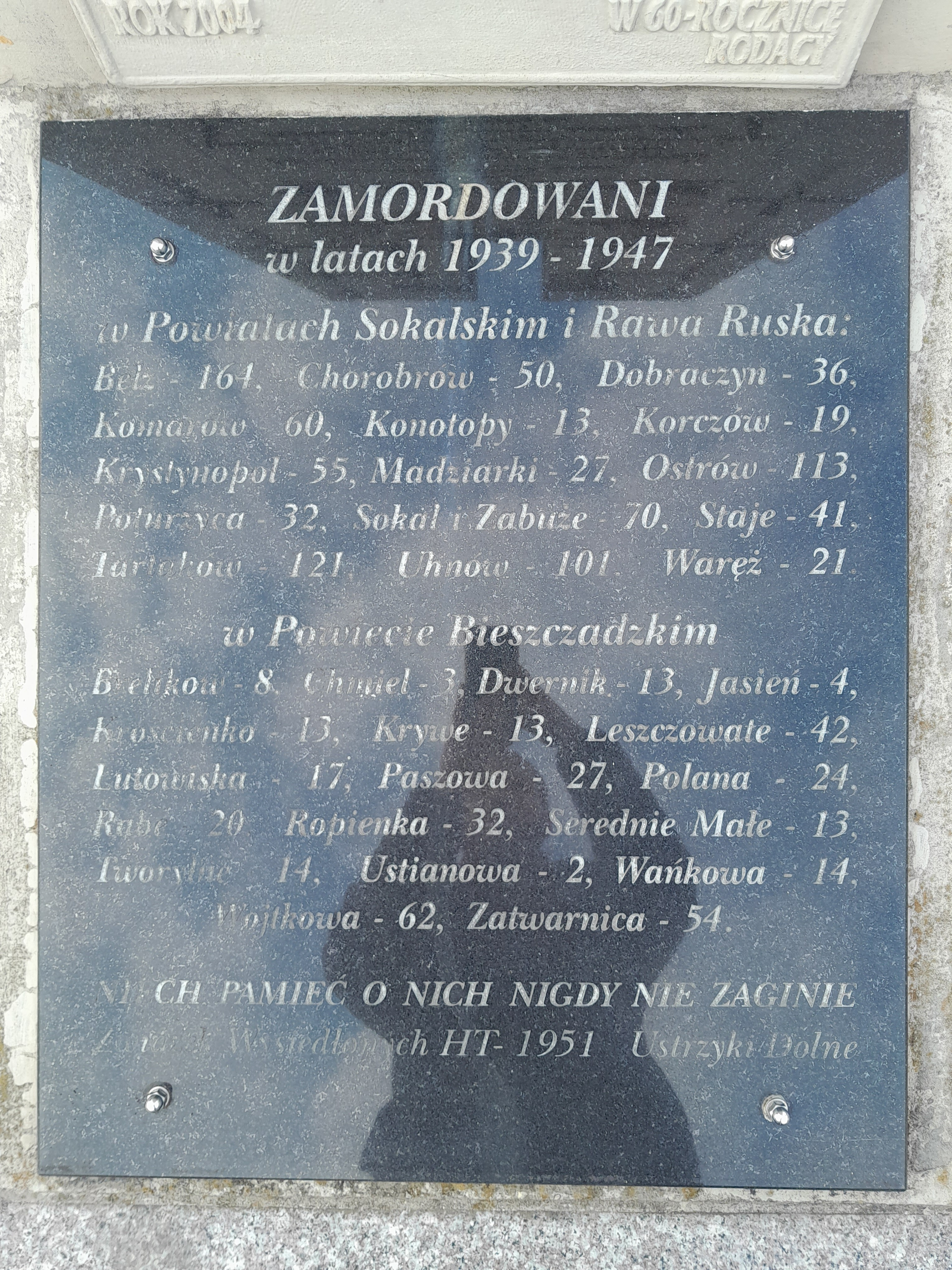
Tablica na pomniku ofiar UPA w powiecie sokalskim i bieszczadzkim w Ustrzykach Dolnych wyszczególniająca Komarów

Zbrodnie w Komarowie – seria zbrodniczych napadów na wieś Komarów w ówczesnym powiecie sokalskim województwa lwowskiego dokonanych przez oddziały Ukraińskiej Powstańczej Armii od listopada 1943 do kwietnia 1944 roku.
Pierwszy napad miał miejsce w listopadzie 1943 roku, kiedy w rejonie nie było jeszcze regularnych oddziałów UPA. Grupa miejscowych Ukraińców, prowokowana przez nacjonalistycznych agitatorów, dokonała napadu na kilka losowo wybranych polskich domów. Zabito mieszkańców, a domostwa splądrowano. Zginęło 15 osób.
Drugi napad dokonany już przez regularną jednostkę UPA przybyłą z Wołynia, miał miejsce w nocy z 6 na 7 kwietnia 1944 roku i był częścią zaplanowanej, świadomej eksterminacji polskiej ludności w Małopolsce Wschodniej. Partyzanci UPA napadli na wieś nocą z Wielkiej Środy na Wielki Czwartek, mordując pojedyncze osoby i całe rodziny w ich domach (razem 13 osób). Tym razem po splądrowaniu domy spalono.
Trzeci, największy napad miał miejsce w Poniedziałek Wielkanocny przypadający według łacińskiego (gregoriańskiego) kalendarza na 11 kwietnia 1944 roku. Tym razem celem ataku byli wierni zgromadzeni na nabożeństwie w kościele, wzorem wołyńskiej krwawej niedzieli. Budynek podpalono, po czym partyzanci UPA zostali przepędzeni ze wsi przez żołnierzy polskiej samoobrony. Mimo podjętej natychmiast akcji ratunkowej, zginęło 31 osób, głównie w wyniku zaczadzenia, a kościół uległ całkowitemu zniszczeniu.
Łącznie ofiary wszystkich trzech zbrodni w Komarowie zamykają się w liczbie 59.